# Paracamallanus
Paracamallanus ist eine Gattung der Rollschwänze mit zehn Arten. Sie sind Parasiten bei Fischen.

## Merkmale
Paracamallanus hat die Merkmale der Camallaninae. Die Mundkapsel teilt sich in zwei seitliche Klappen. Sie untergliedern die Mundhöhle in einen vorderen und größeren hinteren Teil.

## Systematik
Hodda (2022) ordnet die Gattung in die Tribus Camallanini, Untertribus Camallaninii ein. Die Gattung enthält folgende Arten:
- Paracamallanus amazonensis Ferraz & Thatcher, 1992
- Paracamallanus bareilliensis Sharma & Sharma, 1980
- Paracamallanus cyathopharynx Baylis, 1923
- Paracamallanus equispiculensis Sharma & Sharma, 1980
- Paracamallanus karachiensis Sood, 1989
- Paracamallanus lucknowensis Gupta & Bakshi, 1979
- Paracamallanus ophiocephali Karve, 1941
- Paracamallanus thapari Agrawal & Misra, 1978
- Paracamallanus theraponis Kalyankar, 1971
- Paracamallanus vachaii Wahid & Perveen, 1969

Paracamallanus ist eng mit Camallanus und Serpinema verwandt, sie gehen vermutlich auf einen gemeinsamen Vorläufer zurück.